# Sitio de Niza (1705-1706)
El sitio de Niza (1705-1706) tuvo lugar desde el 15 de marzo de 1705 al 4 de enero de 1706 entre los ejércitos del rey Luis XIV y Víctor Amadeus II de Saboya durante la Guerra de Sucesión Española.

## Preparativos
Desde septiembre de 1704 las tropas francesas se concentraban en la orilla oeste del río Var por lo que preveía que era la preparación de una invasión. Sin embargo, por parte del lado de Niza no se prepararon para el sitio; a fin de año, las reservas de pólvora se enviaron hasta el pie del monte.

## Procedimientos
En la primavera de 1705 los ejércitos del rey de Francia bajo el mando del duque de La Feuillade pusieron sitio a los imponentes bastiones y torres de la ciudad de Niza, una plaza fuerte y puerto de salida en el Mediterráneo de los Estados de Saboya. Después de unas semanas de asedio la ciudad se rindió pero el castillo resistió. Como una acrópolis, la ciudadela y el castillo dominan la ciudad desde un afloramiento rocoso rodeado con una pared a lo largo de un perímetro de 2300 metros y en ciertos lugares ocho metros de altura. Dentro de esta primera línea fortificada existía una segunda pared aún más compacta y alta, flanqueada por torres, que separan la ciudadela del castillo.
Sin embargo, la apuesta para Piamonte como el rey de Francia está en la llanura de Po. La tregua se concluye a los seis meses, para permitir el envío de refuerzos en Piedmont.
El Duque de Berwick es enviado para completar el sitio. El castillo de Niza se ve reducido a ruinas por 113 cañones y morteros y capitula después de 54 días de bombardeos. Quedó arrasada «como si nunca hubiera existido», de acuerdo a las palabras de Luis XIV.